# 一宮市立萩原中学校
一宮市立萩原中学校（いちのみやしりつ はぎわらちゅうがっこう）は、愛知県一宮市萩原町串作河室浦1にある公立中学校。

## 沿革
- 1947年（昭和22年）4月1日 - 愛知県中島郡萩原町立萩原中学校として開校。
- 1955年（昭和30年）4月1日 - 市町村合併（一宮市に合併）により現校名になる。